# Квислинг
Квислинг је појам настао по имену Видкуна Квислинга, норвешког политичара и колаборационисте са нацистима током Другог светског рата. Симболично и у преносном смислу данас се употребљава за нелојалну сарадњу у било ком смислу, а која за резултат има штету која се наноси сопственом народу или средини којој таква особа припада. Први пут је у свом значењу употребљен у лондонском Дејли мејлу, а након тога ју је радио-програм ББЦ-ја популаризовао и у осталим језицима.

## Квислинзи у Другом светском рату
- Видкун Квислинг
- Филип Петен
- Анте Павелић
- Димитрије Љотић
- Милан Недић
- Коста Пећанац
- Секула Дрљевић
- Степан Бандера
- Ванг Ђингвеј